# ضخامة الرأس وتشوه الشعيرات الدموية
ضخامة الرأس وتشوه الشعيرات الدموية (M-CM) هو متلازمة تشوه متعدد يحدث فيها نمو غير طبيعي للجسم والرأس وتشوهات جلدية وعائية وعصبية وتشوهات في الأطراف. لا توجد كل هذه الأعراض عند كل المرضى، لكن تشمل العلامات الشائعة ضخامة الرأس، وعملقة الجنين الخلقية، والتشوه الشعري الجلدي الواسع (مثل وحمة بورت واين على معظم الجسم، ويلاحظ تشوه الشعيرات الدموية في الشفة العلوية أو النثرة وهي التلم العمودي في أوسط الشفة العلوية في كثير من الحالات)، وعدم تناسق الجسم (يسمى أيضًا فرط التنسج الشقي أو الضخامة الشقية)، وتعدد الأصابع أو ارتفاق الأصابع في اليدين والقدمين، وارتخاء المفاصل، والجلد المتعفن، وتأخر النمو ومشاكل عصبية أخرى مثل النوبات الصرعية وانخفاض توتر العضلات.

## علم الوراثة
وجد العلماء طفرات موزاييكية في جين PIK3CA  واستنتجوا أنها السبب الجيني لمتلازمة ضخامة الرأس وتشوه الشعيرات الدموية. لاحظوا أيضًا وجود حالات فرط نمو أخرى ذات أنماط ظاهرية متميزة بسبب الطفرات الموزاييكية في جين PIK3CA. ما تزال الطريقة التي تؤدي فيها هذه الطفرات إلى حدوث هذه المتلازمات السريرية غير واضحة. لم يُعثر على طفرات غير موزاييكية في جين PIK3CA في أي من هذه الاضطرابات؛ لذلك من غير المحتمل أن تكون هذه الحالات موروثة.

## التشخيص
يعتمد التشخيص عادة على الملاحظة السريرية. اقتُرحت مجموعات مختلفة من المعايير لتحديد الاضطراب في كل حالة، وتشمل جميعها ضخامة الرأس وعددًا من التظاهرات التالية: فرط التنسج الشقي، والجلد المرمري، ووحمة الوجه على الخط المتوسط، وتعدد الأصابع أو ارتفاق الأصابع، وعدم التناسق (فرط التنسج الشقي أو الضخامة الشقية)، ونقص التوتر العضلي عند الولادة، وتأخر في النمو، وشذوذات في النسيج الضام وضخامة الفص الجبهي. لا يوجد حاليًا إجماع حول معايير التشخيص النهائية؛ لذلك يُطلب عادة التقييم من قبل أخصائي الوراثة الطبية أو غيره من الأطباء الخبراء بالمتلازمة من أجل تأكيد التشخيص. ليس من الواضح ما إذا كانت هناك بعض الميزات التي تعتبر إلزامية لإجراء التشخيص، ولكن يبدو أن كبر الرأس شامل بشكل أساسي لكل الحالات، على الرغم من أنه قد لا يكون خلقيًا. غالبًا ما تتلاشى التشوهات الوعائية المميزة للجلد بمرور الوقت، مما يجعل التشخيص صعبًا لدى الأطفال الأكبر سنًا الذين يعانون من هذه الحالة.
قد يتأثر الدماغ بعدة طرق في متلازمة ضخامة الرأس وتشوه الشعيرات الدموية. يولد بعض الأطفال بتشوهات هيكلية في الدماغ مثل خلل التنسج القشري أو كثرة التلافيف. يكاد يكون التأخر في النمو عالميًا في هذه المتلازمة، لكنه ذو شدة متغيرة، إذ يعاني غالبية المرضى من تأخر خفيف إلى متوسط في النمو ويعاني الأقلية من ضعف إدراكي حاد. يحدث عند بعض المرضى اضطراب نوبات صرعية. تُلاحظ تشوهات المادة البيضاء في التصوير بالرنين المغناطيسي (MRI)، والتي تشير إلى حدوث تأخير في تكوّن النخاع في المادة البيضاء، بشكل شائع في مرحلة الطفولة المبكرة. قد يكون لدى بعض المرضى عدم تناسق دماغي، أي أحد الجانبين أكبر بشكل ملحوظ من الجانب الآخر.
إحدى الظواهر المثيرة للاهتمام التي تبدو شائعة جدًا في هذه المتلازمة هي الميل إلى نمو غير متناسب للدماغ في السنوات القليلة الأولى من الحياة، مع تجاوز النسب المئوية الطبيعية على مخططات نمو محيط الرأس. يزداد خطر الإصابة بفتق اللوزتين المخيخيتين (نزول اللوزتين المخيخيتين من خلال الثقبة العظمى للجمجمة، والتي تشبه التشوه الإشعاعي العصبي بود كياري 1) نتيجة لهذا النمو الدماغي غير المتناسب وتضخم البطين واستسقاء الرأس. يحدث فتق اللوزتين المخيخيتين عند حوالي 70% من الأطفال المصابين بمتلازمة تشوه ضخامة الرأس والشعيرات الدموية.
تشير الأدبيات الطبية إلى وجود خطر من عدم انتظام ضربات القلب في مرحلة الطفولة المبكرة، وأسباب ذلك غير معروفة. أُبلغ بالإضافة إلى ذلك عن مجموعة متنوعة من التشوهات القلبية الخلقية المختلفة عند عدد قليل من المرضى الذين يعانون من هذا الاضطراب.
يُلاحظ بشكل مشابه لما يحدث في المتلازمات الأخرى المرتبطة بالنمو غير المتناسب وجود زيادة طفيفة في خطر الإصابة بأنواع معينة من الأورام الخبيثة في مرحلة الطفولة مثل ورم ويلمز. ومع ذلك، فإن معدل حدوث هذه الأورام الخبيثة غير واضح.